# The Ordinary Boys
The Ordinary Boys es un grupo Ska-Pop de Worthing, Inglaterra, originalmente llamado Next in line, influenciado fuertemente por el movimiento Mod, la música Britpop y otros grupos destacables de los años 80 como The Specials, Morrissey y The Smiths. A pesar de que empezó con poca fama, su popularidad comenzó a crecer después de que la prensa comenzara a fijarse en el cantante, Samuel Preston, que apareció en el Big Brother británico.
Después de la aparición en este programa las ventas de su último sencillo "Boys Will Be Boys" comenzaron a ascender subiéndolos desde la posición 33 a la 3 del ranking en solo 4 semanas. Además el grupo siempre ha sido apoyado por un grupo de seguidores que se llamaron "The Ordinary Army".
El grupo ha sido criticado varias veces por su falta de originalidad debido a similitudes en estilo con los grupos que dicen seguir, tales como The Jam, The Ramones y The Clash. Estas críticas vienen en parte porque el nombre de la banda y de sus discos provienen frases de otros grupos.
A pesar de todas las críticas, el grupo se ha ganado reputación entre sus seguidores y ha creado bastantes trabajos originales como "Maybe Someday", "Talk Talk Talk" y "Seaside" en su primer álbum, "Boys Will Be Boys" como su último sencillo, y "Over the Counter Culture", que apareció en la banda sonora de Burnout 3: Takedown.

## Discografía

### Discos
| Año  | Álbum                                                   | TOP        |
| Año  | Álbum                                                   | Ranking UK |
| ---- | ------------------------------------------------------- | ---------- |
| 2004 | Over the Counter Culture                                | #19        |
| 2005 | Brassbound                                              | #11        |
| 2006 | How To Get Everything You Ever Wanted In Ten Easy Steps | #15        |
| 2015 | The Ordinary Boys                                       | -          |

### Sencillos
| Año  | Título                           | Posición TOP     | Posición TOP      | Álbum                                                   |
| Año  | Título                           | UK Singles Chart | UK Download Chart | Álbum                                                   |
| ---- | -------------------------------- | ---------------- | ----------------- | ------------------------------------------------------- |
| 2004 | "Maybe Someday"                  | -                | -                 | Over the Counter Culture                                |
| 2004 | "Week In, Week Out"              | #36              | -                 | Over the Counter Culture                                |
| 2004 | "Talk, Talk, Talk"               | #17              | -                 | Over the Counter Culture                                |
| 2004 | "Seaside"                        | #27              | -                 | Over the Counter Culture                                |
| 2005 | "Boys Will Be Boys"              | #16              | -                 | Brassbound                                              |
| 2005 | "Life Will Be the Death of Me"   | #50              | -                 | Brassbound                                              |
| 2006 | "Boys Will Be Boys" (Reissue)    | #3               | #1                | Brassbound                                              |
| 2006 | "Nine2Five" (vs. Lady Sovereign) | #6               | #12               | How To Get Everything You Ever Wanted in Ten Easy Steps |
| 2006 | "Lonely at the Top"              | #10              | #26               | How To Get Everything You Ever Wanted in Ten Easy Steps |
| 2015 | "Awkward"                        | -                | -                 | The Ordinary Boys                                       |
| 2015 | "Four Letter word"               | -                | -                 | The Ordinary Boys                                       |